# Ereteken voor Vrouwen
Het Ereteken voor Vrouwen (Duits: Ehrenzeichen für Frauen) was een 31 december 1899 ingestelde onderscheiding van het groothertogdom Saksen, een van de Duitse staten. De stichter was Karel Alexander van Saksen-Weimar-Eisenach die de kop van zijn in 1859 gestorven Russische moeder op de medaille liet plaatsen.
De medaille werd in drie afdelingen en meerdere uitvoeringen uitgereikt. Dergelijke medailles werden door vorsten en regeringen gebruikt omdat een vrouw naar het bevinden in die tijd niet voor een ridderorde in aanmerking kwam. Een vrouw kon logischerwijze, zo meende men, geen "Ridder" zijn. Het hertogdom Saksen kende geen damesorde
De traditie om naast de ridderorden een Algemeen Ereteken uit te reiken is terug te voeren op het Pruisische Algemeen Ereteken dat in 1810 werd ingesteld.
De ovale medaille droeg op de voorzijde de kop van groothertogin Maria Pauwlona van Saksen met het rondschrift "MARIA PAWLONA GROSSHERZ. V. SACHSEN GROSSF. V. RUSSLAND". Op de keerzijde is een gekroond en verstrengeld monogram "MP" aangebracht.
Er waren geen klassen maar wel "afdelingen", de derde afdeling was het hoogst.
- Eerste afdeling; zilveren medaille met op de keerzijde de opdracht "FÜR FRAUEN VERDIENST"
- Tweede afdeling: zilveren en verguld zilveren medaille met kroon en op de keerzijde de opdracht "FÜR FRAUEN VERDIENST"
- Derde afdeling: zilveren en verguld zilveren medaille met lauwerkrans, kroon en op de keerzijde de opdracht "FÜR FRAUEN VERDIENST"[2])

Men droeg de medailles aan een strik van rood lint met een gele bies op de linkerschouder.